# Amphicyclotulus guadeloupensis
Amphicyclotulus guadeloupensis foi uma espécie de gastrópodes da família Neocyclotidae.
Foi endémica da Guadalupe.